# National Board of Review Awards 2014
L'86ª edizione dei National Board of Review Awards si svolgerà il 6 gennaio 2015 a New York.
I vincitori sono stati annunciati il 2 dicembre 2014.

## Classifiche

### Migliori dieci film dell'anno
- American Sniper, regia di Clint Eastwood
- Birdman, regia di Alejandro González Iñárritu
- Boyhood, regia di Richard Linklater
- Fury, regia di David Ayer
- L'amore bugiardo - Gone Girl (Gone Girl), regia di David Fincher
- The Imitation Game, regia di Morten Tyldum
- Vizio di forma (Inherent Vice), regia di Paul Thomas Anderson
- The LEGO Movie, regia di Phil Lord e Chris Miller
- Lo sciacallo - Nightcrawler (Nightcrawler), regia di Dan Gilroy
- Unbroken, regia di Angelina Jolie

### Migliori cinque film stranieri
- Forza maggiore (Force majeure), regia di Ruben Östlund
- Viviane (גט - המשפט של ויויאן אמסלם), regia di Ronit Elkabetz e Shlomi Elkabetz
- Leviathan, regia di Andrej Petrovič Zvjagincev
- Due giorni, una notte (Deux jours, une nuit), regia di Jean-Pierre e Luc Dardenne
- We Are the Best! (Vi är bäst!), regia di Lukas Moodysson

### Migliori cinque documentari
- Art and Craft, regia di Sam Cullman, Jennifer Grausman, Mark Becker
- Jodorowsky’s Dune, regia di Frank Pavich
- Keep on Keepin' On, regia di Alan Hicks
- The Kill Team, regia di Dan Krauss
- Last Days in Vietnam, regia di Rory Kennedy

### Migliori dieci film indipendenti
- Blue Ruin, regia di Jeremy Saulnier
- Locke, regia di Steven Knight
- La spia - A Most Wanted Man (A Most Wanted Man), regia di Anton Corbijn
- Turner (Mr. Turner), regia di Mike Leigh
- Obvious Child, regia di Gillian Robespierre
- Uniti per sempre (The Skeleton Twins), regia di Craig Johnson
- Snowpiercer, regia di Bong Joon-ho
- Stand Clear of the Closing Doors, regia di Sam Fleischner
- Starred Up, regia di David Mackenzie
- Still Alice, regia di Richard Glatzer e Wash Westmoreland

## Premi
- Miglior film: 1981: Indagine a New York (A Most Violent Year), regia di J. C. Chandor
- Miglior regista: Clint Eastwood - American Sniper
- Miglior attore (Ex aequo):
  - Oscar Isaac - 1981: Indagine a New York (A Most Violent Year)
  - Michael Keaton - Birdman
- Miglior attrice: Julianne Moore - Still Alice
- Miglior attore non protagonista: Edward Norton - Birdman
- Miglior attrice non protagonista: Jessica Chastain - 1981: Indagine a New York (A Most Violent Year)
- Miglior sceneggiatura originale: Phil Lord e Chris Miller - The LEGO Movie
- Miglior sceneggiatura non originale: Paul Thomas Anderson - Vizio di forma (Inherent Vice)
- Miglior film d'animazione: Dragon Trainer 2 (How to Train Your Dragon 2), regia di Dean DeBlois
- Miglior performance rivelazione: Jack O'Connell - Starred Up e Unbroken
- Miglior regista esordiente: Gillian Robespierre - Il bambino che è in me - Obvious Child (Obvious Child)
- Miglior film straniero: Storie pazzesche (Relatos salvajes), regia di Damián Szifrón
- Miglior documentario: Life Itself, regia di Steve James
- Premio William K. Everson per la storia del cinema: Scott Eyman
- Miglior cast: Fury, regia di David Ayer
- Spotlight Award: Chris Rock per aver scritto, diretto ed interpretato Top Five
- Premio per la libertà di espressione (Ex aequo):
  - Rosewater, regia di Jon Stewart
  - Selma - La strada per la libertà (Selma), regia di Ava DuVernay